# Kirk Carlsen
Kirk Carlsen, nacido el 25 de mayo de 1987, es un ciclista estadounidense, miembro del equipo Jelly Belly Cycling.
Campeón de Estados Unidos en ruta sub-23 en 2008, Kirk Carlsen fichó en 2009 por el equipo Felt-Holowesko Partners-Garmin, con el cual consigue la clasificación de la montaña del Redlands Classic, después pasó a profesionales al año siguiente gracias al equipo Garmin-Transitions. 

## Palmarés
Aún no ha logrado victorias como profesional.

## Equipos
- Garmin-Transitions (2010)
- Chipotle Development Team (2011)
- Wonderful Pistachios (2012)[2]
- Team Exergy (2012)[3]
- Bissell Cycling (2013)[4]
- Jelly Belly Cycling (2014)